# Mandimba
Mandimba és un municipi de Moçambic, situat a la província de Niassa. En 2007 comptava amb una població de 16.323 habitants. És la seu del districte de Mandimba i es troba a 144 kilòmetres de Lichinga.